# Schroeder (personaggio)
Schroeder è un personaggio della striscia a fumetti Peanuts di Charles M. Schulz. Non viene mai citato il suo nome di battesimo.

## Caratteristiche
È un bambino biondo che ama suonare il suo pianoforte giocattolo, cosa che fa con grande bravura, e ha una profonda venerazione per Ludwig van Beethoven (del quale, in un episodio della serie reboot, viene rivelato che ne è un lontano discendente), di cui il 16 dicembre di ogni anno festeggia l'anniversario della nascita. È oggetto dell'amore non corrisposto di Lucy, che spesso si adagia sul piano mentre lui suona, suscitandogli solo indifferenza o fastidio. È anche ricevitore (catcher) della squadra di baseball di Charlie Brown. Schroeder suona spesso virtuosi pezzi di musica classica, resi graficamente da Schulz tramite l'inserimento di spartiti nel riquadro della striscia. In svariate vignette sono stati utilizzati, all'uopo, estratti da vere partiture di Beethoven per pianoforte.